# 沙龙镇
沙龙镇，是中华人民共和国云南省大理白族自治州祥云县下辖的一个乡镇级行政单位。

## 历史
2001年12月26日撤乡设镇。

## 行政区划
沙龙镇下辖以下地区：
沙龙村、花园村、石壁村、板桥村、谢官村、白岩村和青海村。